# Boyd County (Nebraska)
Boyd County is een county in de Amerikaanse staat Nebraska.
De county heeft een landoppervlakte van 1.399 km² en telt 2.438 inwoners (volkstelling 2000). De hoofdplaats is Butte.

## Bevolkingsontwikkeling

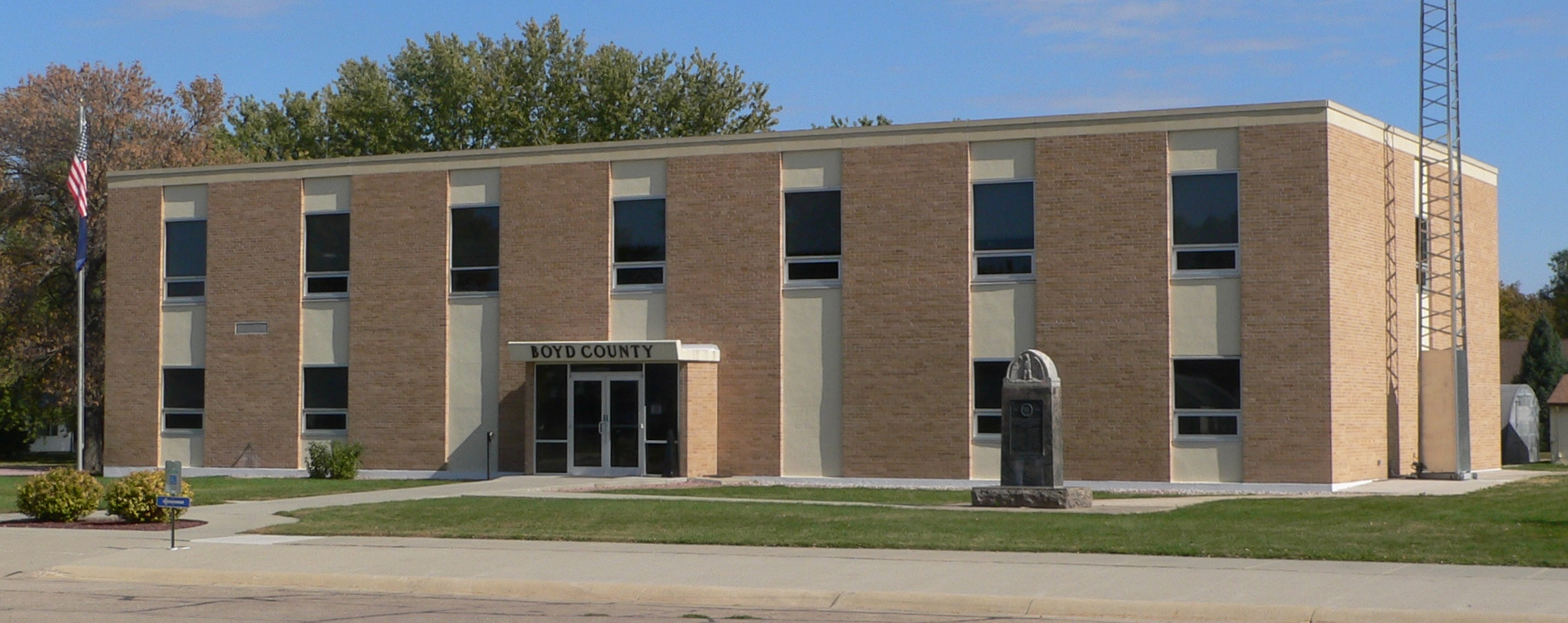
Boyd County Courthouse